# 佩爾莫德
佩爾莫德（法語：Pel Maoudé），是馬里的城鎮，位於該國中部，由莫普提區的科羅省負責管轄，面積203平方公里，海拔高度238米，2009年人口13,727，人口密度每平方公里68人。